# Znak za borbu protiv partizana
Znak za borbu protiv partizana (njemački: Bandenkampfabzeichen) bila je nagrada njemačke vojske Trećeg Reicha. 
Osoblje Heera, Luftwaffea i Waffen SS-a mogli su dobiti ovaj znak. Na njemačkom nazvan je "Bandenkampf-Abzeichen" (Znak za borbu protiv banda) zato što je Reichsführer SS-a Heinrich Himmler namjerno partizane nazvao bandom ne želeći im odati nikakvo poštovanje.
Partizani ili gerilski borci bili su aktivni u skoro svim državama koje je okupirala nacistička Njemačka, u nekim državama to su bile manje i neznatne skupine (Austrijski pokret otpora), dok su u nekim državama partizani ili gerilski borci bili masovan pokret ili vojska (Jugoslavenski partizani). U nekim državama, kao što su Sovjetski Savez i Jugoslavija partizani su postali snažana i prijeteća oružana snaga, što je trošilo njemačko ljudstvo i resurse u borbi protiv njih. Znak za borbu protiv partizana dodjeljivan je njemačkim vojnicima koji su sudjelovali u borbi protiv partizana.
Znak je postojao u tri stupnja, brončani (za borbe u trajanju 20 dana), srebrni (za borbe u trajanju 50 dana) i zlatni (za borbe u trajanju sto dana). Kriteriji dodjeljivanja Znaka za borbu protiv partizana bili su drugačiji za Luftwaffe, gdje se gledao više značaj i vrsta borbe nego broj dana.